# 欧洲歌唱大赛50周年庆典
歐洲歌唱大賽50週年慶典（法語：Congratulations : 50 ans du Concours Eurovision de la chanson）是由歐洲廣播聯盟(EBU)策畫的電視節目，用以慶祝已舉辦50年之歐洲歌唱大賽，並且決定50年來最受歡迎的參賽者。時間為2005年10月22日，於哥本哈根論壇舉辦，主辦者是丹麥廣播公司(DR)，由觀眾及評審團透過網路投票選出半世紀中最受歡迎的14首曲目來參賽。一共有31個EBU的會員國轉播了此賽事（英国、意大利及法國並未轉播），由這些轉播國家的電視投票及評審團決定冠軍。最終統計共有250萬的投票數。
整場賽事由卡翠娜·勒斯卡尼(Katrina Leskanich)和雷纳·考珀(Renārs Kaupers)主持，瑞典團體ABBA的《滑铁卢》獲得冠軍，此團體也曾經於1974年獲得原賽事的冠軍。
週邊商品的部份，主辦單位出版了兩張專輯，其中的曲目皆由以往五十屆中選出。同時，這些曲目原本於賽事演出的畫面也收錄在兩張DVD中。

## 主办方和场地的选择
2004年6月，欧洲广播联盟宣布要举办一场音乐会，以庆祝欧洲歌唱大赛举办50周年。庆典由英国广播公司操办，定于2005年10月16日在伦敦的皇家阿尔伯特音乐厅举行。后来皇家阿尔伯特音乐厅因故不能举办庆典，故EBU于2004年8月宣布，庆典改由丹麦广播公司操办。欧歌赛监制斯万特·斯托克斯留(Svante Stockselius)说丹麦以前成功举办过的2001年欧洲歌唱大赛和2003年欧洲青少年歌唱大赛给他们留下了好印象。1998年欧洲歌唱大赛冠军达娜国际出席了庆典，并暗示主办国变更的原因是BBC希望把庆典打造成喜剧节目，而这就多少有点调侃欧歌赛的感觉，于是被EBU叫停。最后BBC决定自娱自乐，自己办了一个庆祝英国参赛50周年的节目。英国自己办的庆典取名为《盛典》("Extravaganza")。2004年10月25日，哥本哈根确认为庆典的主办城市，同时庆典也定于2005年10月22日举办。2005年5月，庆典的官方名称确定为《庆典》("Congratulations")。一个月后，丹麦广播公司宣布哥本哈根论坛将成为举办场地。2005年11月9日，丹麦广播公司宣布卡翠娜·勒斯卡尼和雷纳·考珀被选定为节目主持人。勒斯卡尼是卡翠娜与波浪乐团主唱，他们团曾代表英国取得过1997年欧洲歌唱大赛冠军。考珀是立陶宛乐队Brainstorm的主唱，他们团曾代表立陶宛在2000年第一次参赛。

## 参与国
初步入围庆典比拼的歌曲有40首。2005年5月，EBU在官网上发起了一个投票，以进一步甄选出10首能在庆典上比拼的歌曲。歌曲以10年为组距分为5组，投票人可以从每个10年的歌曲中选出2首最喜爱的歌曲：1956到1965、1966到1975、1976到1985、1986到1995以及1996到2005。另外还剩4首歌曲将由EBU评审委员会内定。2005年6月16日，14首选定歌曲对外公布，但没有说明哪些是由网上投票选出的，哪些是由评委们指定的。14首歌曲中有11首是历年的冠军歌曲，另有3首只是历年的前3强歌曲，分别是《Nel blu di pinto di blu》、《Congratulations》和《Eres Tú》。英国和爱尔兰在歌曲列表上出现了2次。而代表爱尔兰参赛2次的约翰尼·罗干，他的2首参赛歌曲都榜上有名。

## 举办情况
庆典在传统欧视的“赞美诗”主题中拉开帷幕。紧接着是一段关于未能到场的克里夫·理查德的讯息通知(message)。之后是14首参评歌曲的快速回顾。速览过全部14首歌曲后，管弦乐团开始演奏1975年的荷兰参赛曲《叮了个咚》("Ding-A-Dong")，同时有舞者在台上献艺。乐团接下来又演奏了1978年以色列参赛曲《A-Ba-Ni-Bi》、1991年法国参赛曲《Le Dernier qui a parlé...》及1979年德国参赛曲《Dschinghis Khan》。紧接着，主持人卡翠娜亲自演唱了英国1997年的参赛歌曲《爱照亮一盏灯》("Love Shine a Light")，各国国旗手手持参赛国国旗跟在主持人身后依次登场亮相。
通过电视广播，屏幕上回放了一系列历届比赛的亮点片段，网罗了各种经典、著名或是奇趣的时刻。据主持人所说，这些片段剪辑共分为6大类：“往届冠军”("past winners")、“超脱政治、勇气和生命”("political, daring, larger than life")、“可爱的人”("cute men")、“难以忘怀的舞蹈演绎”("unforgettable interpretation of dance")、“女子魅力”("girlpower")和“与胜利擦肩而过的亚军”("close/narrow second place finishers")。不少知名往届艺人都到场献艺，包括：Carola Häggkvist、Massiel、达娜国际、Birthe Wilke、Anne-Marie David、Sandra Kim、Elisabeth Andreassen、Hanne Krogh、奥尔森兄弟、Emilija Kokić、Marie Myriam、Sertab Erener、艾莲娜·帕帕里祖、尼可拉和雨果组合、Cheryl Baker和莉斯·阿西娅。而克里夫·理查德和尼可拉·乔希(Nicole Josy)因不能到场参加而提供了预先录制的语音。
有不少嘉宾艺人们在唱票和计分的环节中登场露脸。其中包括芬兰喊叫合唱团Mieskuoro Huutajat、曾于1994年幕间式中献艺的大河之舞舞团、曾主持过1997年比赛的Ronan Keating、带来新歌《When a Woman Loves a Man》的约翰尼·罗干以及1973年参赛的比利时二人组尼可拉和雨果组合。
庆典中共有3段歌曲串烧，由一些往届歌曲凑成。第一段串烧包括达娜国际演唱的《Parlez-vous Francais》(1978年卢森堡参赛曲)、Carola Haggkvist演唱的《Främling》(1983年季军歌曲)、Alsou演唱的《Solo》(2000年亚军歌曲)、Fabrizio Faniello演唱的《Another Summer Night》(2001年第9名)、Marie Myriam演唱的《L'Amour est bleu》(1967年卢森堡参赛歌曲)、Richard Herrey演唱的《Let Me Be the One》(1975年英国参赛曲)以及Thomas Thordarson演唱的《Vi Maler Byen Rød》(1989年丹麦参赛曲)。
第二段串烧包括：Gali Atari演唱的《Hallelujah》(1979年冠军歌曲)、Bobbysocks演唱的《La Det Swinge》(1985年冠军歌曲)、Anne-Marie David演唱的《Après Toi》(1972年冠军歌曲)、莉斯·阿西娅演唱的《Refrain》(首届比赛冠军歌曲)、Sandra Kim演唱的《Non ho l'Eta》(1964年冠军歌曲)以及Bucks Fizz演唱的《Making your Mind Up》(1981年歌曲)。
最后一段歌曲串烧由Eimear Quinn、Charlie McGettigan和Linda Martin这3位往届冠军以及2005年的丹麦参赛歌手Jakob Sveistrup联手演绎。这4位伙计也在整场节目中一直担任和声歌手。

## 转播情况
共有34国参与了庆典的转播，其中阿尔巴尼亚和亚美尼亚因迟播节目而未能参与投票。
BBC、意大利广播电视公司和法国电视台并未打算转播该庆典。委员会编辑Søren Therkelsen表示他对这些电视台不打算转播该庆典感到“失望”("disappointed")。

## 脚注
1. ↑  Sietse Bakker (18 June 2004). 50th anniversary show to be held in London （页面存档备份，存于）. ESCtoday.com. Retrieved on 26 December 2007.
2. ↑  BBC (16 May 2006). Boom Bang a Bang: 50 Years of Eurovision （页面存档备份，存于）. bbc.co.uk Retrieved on 26 January 2014.
3. ↑  Sietse Bakker (26 August 2004). 50th anniversary show in Denmark （页面存档备份，存于）. ESCtoday.com. Retrieved on 26 December 2007.
4. ↑  Roel Phillips (25 October 2004). Extravaganza on 22 October in Copenhagen （页面存档备份，存于）. ESCtoday.com. Retrieved on 26 December 2007.
5. ↑  Sietse Bakker (16 June 2005). The 14 songs for Copenhagen （页面存档备份，存于）. ESCtoday.com. Retrieved on 26 December 2007.
6. ↑  Sietse Bakker (9 September 2005). Congratulations hosted by Katrina and Renars （页面存档备份，存于）. ESCtoday.com. Retrieved on 26 December 2007.
7. ↑  .   [2005年5月22日]. （原始内容存档于2005年5月22日）.. Eurovision.tv. Retrieved on 26 December 2007.
8. ↑  Michael Dwyer (20 October 2005). Dearth of the cool （页面存档备份，存于）. 世纪报. Retrieved on 26 December 2007.
9. ↑  .   [2017年9月10日]. （原始内容存档于2005年8月28日）. (16 June 2005). Eurovision.tv. Retrieved on 26 December 2007.
10. ↑  Sietse Bakker (19 August 2005). Therkelsen "disappointed" in British and French TV （页面存档备份，存于）. Retrieved on 26 December 2007.